# Manzanal de Arriba (kommun)
Manzanal de Arriba är en kommun i Spanien.   Den ligger i provinsen Provincia de Zamora och regionen Kastilien och Leon, i den nordvästra delen av landet, 280 km nordväst om huvudstaden Madrid. Antalet invånare är 393.